# Чемпіонат світу з легкої атлетики 2019 — біг на 5000 метрів (жінки)

Фініш фінального забігу

Змагання з бігу на 5000 метрів серед жінок на Чемпіонаті світу з легкої атлетики 2019 у Досі проходили 2 та 5 жовтня на стадіоні «Халіфа».

## Напередодні старту
На початок змагань основні рекордні результати були такими:
| WR | Тірунеш Дібаба (ETH) | 14.11,15 | Осло   | 6 червня 2008  |
| CR | Алмаз Аяна (ETH)     | 14.26,83 | Пекін  | 30 серпня 2015 |
| WL | Геллен Обірі (KEN)   | 14.20,36 | Лондон | 21 липня 2019  |

За відсутності в Досі через травму ефіопки Гензебе Дібаби, головна увага у бігу на 5000 мтерів серед жінок була прикута до протистояння Сіфан Гассан та Геллен Обірі.

## Результати

### Забіги
За підсумками двох забігів найкращий результат показала Геллен Обірі (14.52,13). До фіналу проходили перші п'ятеро з кожного забігу та п'ятеро найшвидших за часом з тих, які посіли у забігах місця, починаючи з шостого.

### Фінал
У фіналі не було рівних Геллен Обірі, яка захистила свій титул чемпіонки світу.
| Місце | Атлетка                        | Час      | Примітки |
| ----- | ------------------------------ | -------- | -------- |
| 1     | Геллен Обірі (KEN)             | 14.26,72 | CR       |
| 2     | Маргарет Кіпкембої (KEN)       | 14.27,49 | PB       |
| 3     | Констанце Клостергальфен (GER) | 14.28,43 |          |
| 4     | Цегай Гемечу (ETH)             | 14.29,60 | PB       |
| 5     | Ліліан Ренгерук (KEN)          | 14.36,05 | PB       |
| 6     | Фанту Ворку (ETH)              | 14.40,47 | PB       |
| 7     | Лора Вайтман (GBR)             | 14.44,57 | PB       |
| 8     | Гаві Фейса (ETH)               | 14.44,92 |          |
| 9     | Карісса Швайцер (USA)          | 14.45,18 | PB       |
| 10    | Ейліш Макколган (GBR)          | 14.49,17 | PB       |
| 11    | Елінор Пур'є (USA)             | 14.58,17 | PB       |
| 12    | Камілла Баскомб (NZL)          | 14.58,59 | PB       |
| 13    | Андреа Секкаф'єн (CAN)         | 14.59,95 | PB       |
| 14    | Танака Нозомі (JPN)            | 15.00,01 | PB       |
| 15    | Домінік Скотт (ZAF)            | 15.24,47 |          |